# Столбово (электродепо)
Электродепо «Столбо́во» (ТЧ-23) — электродепо Московского метрополитена, обслуживающее Троицкую, а в перспективе и Сокольническую линию. Введено в эксплуатацию 8 августа 2025 года.

## История
Программой развития Московского метрополитена к 2014 году был запланирован пуск электродепо «Саларьево» за одноимённой станцией Сокольнической линии. Его начали строить между закрытым полигоном ТБО «Саларьево» и Хованским кладбищем, на месте снесённого оптово-складского комплекса «Международный». Сроки открытия многократно переносились, пока зимой 2018 года строительные работы не были остановлены, при этом заместитель мэра Москвы по строительству Марат Хуснуллин заявил, что возведение депо более невозможно по техническим причинам. В итоге «Саларьево» было заменено новым электродепо «Сосенское», позже получившим название «Столбово». Весной 2018 года была проведена закупка на выполнение комплекса строительно-монтажных работ электродепо «Столбово», которые должны были завершиться не позднее лета 2022 года. Строительством депо занялся АО «Мосотделстрой № 1», стоимость работ составила чуть более 8,3 млрд рублей. В июне 2019 года в лесном массиве восточнее ЖК «Москвичка» был размещён строительный городок, а 23 марта 2020 года началась активная вырубка леса. Территория была полностью расчищена от насаждений (вырублено около 17 тысяч деревьев и 28 тысяч кустарников), в сентябре 2020 года проложена пешеходная асфальтированная дорожка от ЖК «Москвичка» к ЖК «Бунинские Луга», однако лишь в середине июля 2021 года на площадке начались первые строительные работы, завершившиеся в августе 2025 года открытием депо.

## Расположение
Электродепо возведено на территории района Коммунарка (НАО) между Ивановским прудом и ЖК «Москвичка» на месте лесного массива с южной стороны строящейся автомагистрали Солнцево — Бутово — Варшавское шоссе. Съезды в депо сооружены сразу за оборотными тупиками станции «Новомосковская». Подвижной состав состоит из поездов серии «Москва-2024».

## Обслуживаемые линии
| Линия          | Период                 |
| -------------- | ---------------------- |
| Троицкая       | 2025 — настоящее время |
| Сокольническая | планируется            |

## Подвижной состав

### Пассажирский подвижной состав
| Тип вагонов                        | Период                | Вагонов в составе | Состояние   | Линия эксплуатации |
| ---------------------------------- | --------------------- | ----------------- | ----------- | ------------------ |
| 81-775.2/776.2/777.2 «Москва-2024» | с 8 августа 2025 года | 8                 | действующий | Троицкая           |